# 4 Pułk Piechoty Honwedu
4 Pułk Piechoty Honwedu (HonvIR 4, HIR.4) – pułk piechoty królewsko-węgierskiej Obrony Krajowej.  
Pułk został utworzony w 1886 roku. Okręg uzupełnień – Wielki Waradyn (węg. Nagyvárad).
Kolory pułkowe: szary (niem. schiefergrau), guziki złote. Skład narodowościowy w 1914 roku 48% – Węgrzy, 49% – Rumunów. Sztab oraz wszystkie bataliony stacjonowały w Wielkim Waradynie.
W 1914 roku wszystkie bataliony walczyły na froncie wschodnim. Bataliony wchodziły w skład 39 Brygady Piechoty Honwedu należącej do 20 Dywizji Piechoty Honwedu, a ta z kolei do III Korpusu 2 Armii.

## Dowódcy pułku
- płk Siegmund Ranffy (1914[3])